# 中華人民共和國新聞自由
中華人民共和國新聞自由狀況受到國際社會多個機構、組織與團體的關注。在无国界记者于2023年發布的全球新闻自由指数排名中，中華人民共和國在180個國家與地區中排名第179名，仅次于朝鲜民主主义人民共和国，创下史上最低排名紀錄，是全球新聞最不自由的國家之一。

## 歷史背景

### 爲當權服務
1949年中华人民共和国成立以来，中国共产党采取马克思列宁主义新聞觀，即报纸是“党的喉舌”，发出党的声音；新闻是宣传党的路线、方针政策的工具。中华人民共和国政府至今没有颁布新闻媒體的法律或類似相關的行政法規，儘管中國憲法第三十五条、第四十条提及信息自由，以及中國共產黨也在歷史上曾有多次對新聞法的呼籲，例如從批判國民黨時期統治限制人民辦報方面的敘述；然而這些理論在建國後則不再提及實踐其承諾與概念。一直到了改革開放時期才再度有所積極討論，甚至還列入1987年10月召開的中共十三大中，直到六四事件發生前辯論會上，也認可高校師生所推導出來的邏輯，並一度提供了立法時間表，但截至2025年，中国法律目录中仍不存在新闻法，其實從統治集團的角度看，之所以有在社會中無限期拖延的現象，原因與中共领导人陈云说出的派系利益有關：“国民党统治时制定了一个新闻法，我们共产党人抓它的辫子，钻它的空子。现在我们当权，我看还是不要新闻法好，免得人家钻我们空子。没有法，我们主动，想怎样控制就怎样控制。”
1996年，前中共中央总书记江泽民明确把中国新闻业認定位为政府的舆论导向工具。對外說法他則在视察人民日报社时宣稱“以科学的理论武装人，以正确的舆论引导人，以高尚的精神塑造人，以优秀的作品鼓舞人”，但更重要的是“舆论导向正确，党和人民之福；舆论导向错误，党和人民之祸”。2016年2月，現任中共中央總書記习近平在考察三大官媒時表示，新闻舆论工作“必须把政治方向摆在第一位，牢牢坚持党性原则，牢牢坚持马克思主义新闻观，牢牢坚持正确舆论导向，牢牢坚持正面宣传为主，各个方面、各个环节都要坚持正确舆论导向”，“党和政府主办的媒体是党和政府的宣传阵地，必须姓党”。

## 現狀
湯馬斯·佛里曼等人认为，习近平在2012年出任中共中央总书记执政后，中国的审查制度变得更加广泛和严厉，新闻和出版自由进一步下降。

### 傳統媒體
1978年鄧小平領導的中國共產黨進行改革开放後，新闻自由在中国大陆得到了一些有限的发展成果。如今新闻媒体对于党政官員的过失行为的批评並非一概沒有，也有一定数量的关于各级官員不当與腐敗行为的披露與质问；《人民日报》和中国中央电视台等官方媒体也逐漸減輕了政治宣传的強度，加以较为实用的新闻报道。在此期間，出现了一批如《焦点访谈》等较为有名的舆论监督节目。然而新聞内容仍處於嚴格審查下。

## 官方措施

### 互聯網
中華人民共和國互聯網在當今中國社會上起著相當重要的作用。自1995年以來，中華人民共和國政府長期進行互聯網審查，並頒布了六十多項法規來規範互聯網活動，輔以互聯網監控、控制網上輿論、採取實名制與備案制等方式。同時在技術層面上以防火長城等方式屏蔽境外網站，阻止民眾接觸到違反政府相關政策的資訊來源。故中國大陸有許多網民會使用虛擬代理工具即VPN以突破審查的限制。
根據1996年由中華人民共和國政府頒布的《中華人民共和國計算機信息網絡國際聯網管理暫行規定》第六條規定，「計算機信息網絡直接進行國際聯網，必須使用郵電部國家公用電信網提供的國際出入口信道。任何單位和個人不得自行建立或者使用其他信道進行國際聯網」。公安機關可對違反此規定的人給予警告，並處以最高一萬五千人民幣罰款。雖然該《暫行規定》于法理上具有效力，但以往一般不予執行。然而，從2016年開始，地方政府開始出現針對市民「擅自建立、使用非法定信道進行國際聯網」之行為，並處以警告和罰款。

2017年6月1日实施的《中华人民共和国网络安全法》中规定：
第四十七条 网络运营者应当加强对其用户发布的信息的管理，发现法律、行政法规禁止发布或者传输的信息的，应当立即停止传输该信息，采取消除等处置措施，防止信息扩散，保存有关记录，并向有关主管部门报告。

第五十条　国家网信部门和有关部门依法履行网络信息安全监督管理职责，发现法律、行政法规禁止发布或者传输的信息的，应当要求网络运营者停止传输，采取消除等处置措施，保存有关记录；对来源于中华人民共和国境外的上述信息，应当通知有关机构采取技术措施和其他必要措施阻断传播。
2017年6月1日实施的《互联网新闻信息服务管理规定》中规定：
第五条 通过互联网站、应用程序、论坛、博客、微博客、公众账号、即时通信工具、网络直播等形式向社会公众提供互联网新闻信息服务，应当取得互联网新闻信息服务许可，禁止未经许可或超越许可范围开展互联网新闻信息服务活动。

　　前款所称互联网新闻信息服务，包括互联网新闻信息采编发布服务、转载服务、传播平台服务。
2019年，自由之家的一份報告指出，中國大陸的官媒或私媒均受到中華人民共和國政府的嚴密監控，互聯網審查和監控到達了新高度。隨著2016年《中華人民共和國網絡安全法》的實施，各種控制互聯網的新規定開始生效；人工智能和臉部辨識技術也成為大規模監控的工具。

## 部分典型事件

### “零八宪章”事件
《零八宪章》是为了纪念2008年12月10日《世界人权宣言》发表60周年由刘晓波等人起草并由303位中國各界人士首批签署的一份宣言，旨在促进中国民主化进程，改善人权状况。由於內容敏感，迄2008年12月11日止，發起人中已有兩人因此事被中華人民共和國公安機關逮捕。

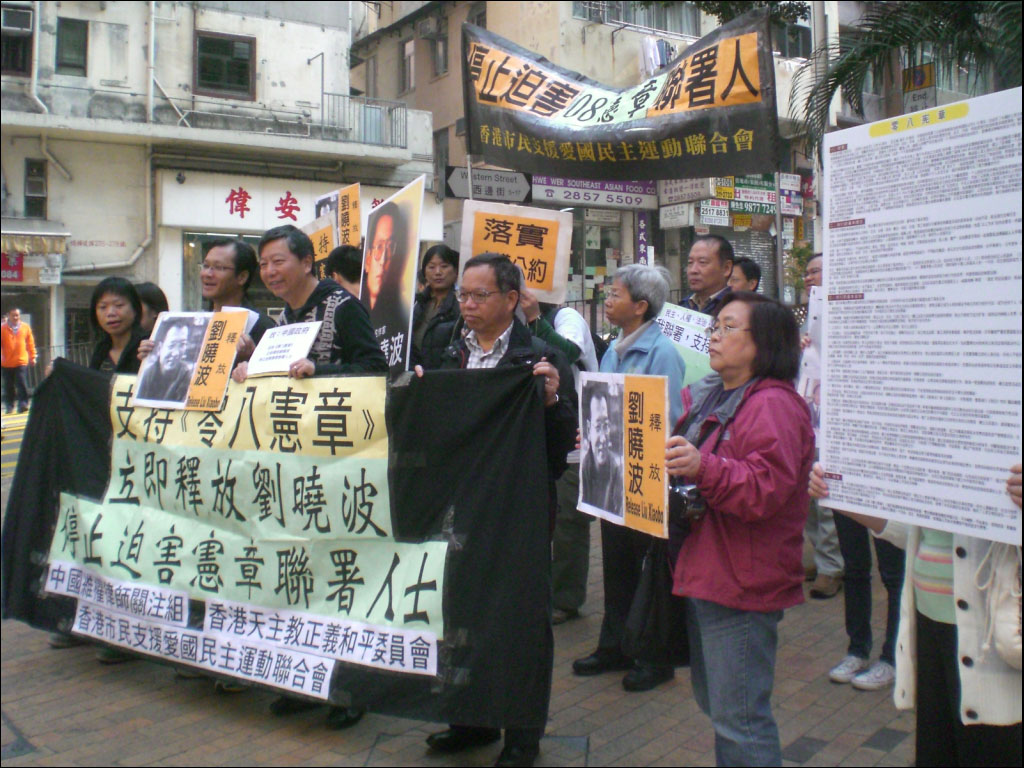
香港市民游行支持零八憲章和要求釋放劉曉波

《零八宪章》发布至今，不断有人加入签署者行列。与此同时，該國政府也在采取打压行动，如《零八宪章》共同起草人之一刘晓波被起訴、北大法学院教授贺卫方被调往新疆石河子支教、北大教授夏业良在两个学术组织的职务被撤销等。

### “凌沧洲致中国朝野的公开信”事件
凌滄洲於2009年1月1日發表《凌沧洲致中国朝野的公开信》为言论自由、新闻自由请命。其中包括9點：
1. 吁请当局立即开放报禁，落实人民自由创办报刊、出版社、电视台、电台的权利。
2. 吁请当局立即开放网禁。
3. 吁请当局允许民营出版公司有独立出书的权利。
4. 吁请当局下令制止一些部门或地方用纳税人的钱资助「五毛党」网评员。
5. 吁请当局审查《出版管理条例》是否违宪。如果非得弄个管理条例，立意也应该是来保障言论自由、新闻自由，而非处处设置门槛。
6. 吁请当局制定《言论自由保障法》、《新闻自由保障法》、《出版自由保障法》。
7. 吁请当局对践踏言论自由、新闻自由的官员予以严惩。
8. 吁请当局有鉴于一年来的天灾人祸频仍，当效法汉唐盛世明君宽和政治，大赦天下，尤其是释放"因言入罪"的人士。
9. 吁请当局听取民意，善待民意，学习西方文明的先进成果，顺应时代大势与世界潮流，和平秩序地将国家建设成为有高度言论自由、新闻自由的国家。

### “抵制央视，拒绝洗脑”事件
淩滄洲、冉雲飛等22位中國法律學者、律師、法律工作者聯名於2009年1月12日以「抵制央視 拒絕洗腦」為名，聯名宣布抵制中華人民共和國政府所經營的官方新聞媒體「中国中央电视台」，並指責該媒體所製作的「新聞節目」和「宣傳節目」品質低劣，並利用各種方式將有利於政府的資訊灌輸給人民。

### 劉曉波获諾貝爾和平獎事件
2009年12月25日北京第一中級法院以「煽動顛覆國家政權罪」判處劉曉波有期徒刑11年，剝奪政治權利2年。

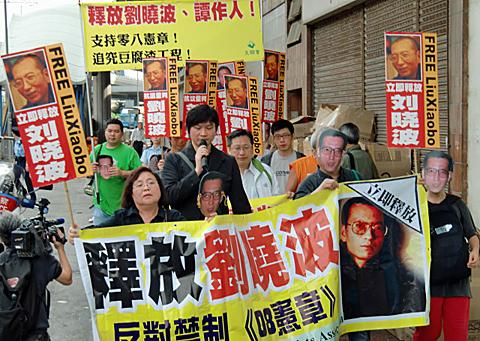
2010年2月11日香港抗议北京驳回刘晓波上诉，游行要求立即释放刘晓波

2010年1月19日，國際性作家組織「國際筆會」美國分會提名劉曉波角逐諾貝爾和平獎。捷克前总统瓦茨拉夫·哈维尔、达赖喇嘛、南非图图大主教等多名诺贝尔和平奖得主及安德烈·格鲁克斯曼、瓦坦·格雷戈里恩、迈克尔·穆尔等人通过project-syndicate网站联名推荐刘晓波为2010年诺贝尔和平奖人选。
2010年10月8日，诺贝尔评审委员会主席托尔比约恩·亚格兰宣布，挪威诺贝尔委员会以「在中国為基本人權持久而非暴力的奮鬥」为由，向其颁发2010年诺贝尔和平奖。其妻刘霞接受有线电视台记者吕秉权电话访问时心情激动，感谢每位支持刘晓波的人，并希望正在监狱中的丈夫能到挪威领奖。

### 社會人士要求新聞言論自由
李銳，胡績偉，江平，李普，周紹明，鐘沛璋，王永成，張忠培，杜光等476人於劉曉波獲獎後發表致全國人民代表大會要求新聞言論自由公開信，要求兌現八二宪法第35條載明：「中華人民共和國公民有言論、出版、集會、結社、遊行、示威的自由。信中提到了2010年8月21日溫家寶在深圳發表的題為《只有堅持改革開放，國家才有光明前途》講話。但新華社同日發布的《開創經濟特區的美好明天》新聞稿将講話中談及政治體制改革的內容刪除。同年9月22日溫家寶在紐約與美國華文媒體和港澳媒體進行座談，再次強調了「政治體制改革」的重要性。溫家寶隨後在紐約聯合國總部出席第65屆聯合國大會一般性辯論發表題為《認識一個真實的中國》的講話，其中也談及了政治體制改革。但次日晚間，中央電視台《新聞聯播》以及新華社報導這些活動時，溫家寶講話中涉及政改的內容再遭刪除。
天津财经大学教授李炜光在网上发表文章称“没有新闻自由，报纸无异于废纸”。并指出，“新闻自由的精神就是求真实，没有什么应该或者必须向人民隐瞒的东西。…… 封锁信息就是愚弄人民。”

## 其他事件

### 伊寧事件
1997年2月新疆伊寧市發生了一系列抗議示威。據傳至少92名維吾爾人死亡，漢族死亡人數未知。政府封鎖了消息。

### SARS事件
2002年SARS事件爆发时，廣州市和廣東省政府一直沒有發佈相關訊息，亦沒有向香港方面通報情況。当时政府禁止媒体报道有关病情，当地政府也引导媒体不要过度渲染该地区的疫情，以免引起民众恐慌。在2002年12月底，关于这种“非典型肺炎”的疫情开始在互联网流传，由于当时不了解病情，相关的评论比较混乱。随后中国政府在国内封杀了关于疫情的讨论，所有的论坛对“非典型肺炎”的消息一律消音，这种情况一直持续到4月上旬。当时中国最大的官方论坛之一——人民网强国论坛有数位用户因讨论“非典型肺炎”疫情被管理员封账号。
2003年4月3日，中國衛生部部長張文康在北京召開新聞發布會，表示SARS疫情已經得到有效控制，在中國、北京工作、旅遊是安全的，他還說北京當時SARS病例只有12例，死亡3例，還笑著說，戴不戴口罩都是安全的。北京解放軍301醫院的退休醫生蔣彥永當時得知，光309醫院與302醫院就有100個SARS病例。所以蔣彥永認為張文康誤導中國人民。蔣彥永依次向上級主管、國內媒體、香港鳳凰衛視寫信反映情況，但都沒有結果。最後蔣彥永向美國《時代》雜誌揭露中國的SARS疫情並得以發表，人們才了解到疫情遠比中國官方公布的嚴重。4月19日，中國國務院總理溫家寶警告地方官員，瞞報少報疫情的官員將面臨嚴厲處分。一天之後中國政府再度召開記者會，宣布北京的疫情從原先報告的37例增加到339例。幾個小時後，中國共產黨宣布撤消北京市市長孟學農和衛生部部長張文康的黨內職務，兩人隨後去職。4月28日世界衛生組織流行病学专家娜塔尔女士在巴黎指责中国大陆在嚴重急性呼吸道症候群疫情爆发之初，未能开诚布公，导致全球的公卫体系拖延了两、三个月才建立预警与通报的机制。
4月13日，北京市卫生局局长金大鹏对媒体声明：4月11日网上出现一条信息，称北京有“一种尚未被确诊的疫情”正在蔓延，已经“夺去了143人的生命”。此信息纯属谣言，北京从未有“不明疫情”蔓延，并强烈要求公安机关追查谣言惑众者。经公安机关调查证实，涉嫌在互联网上编造、传播该信息的几名犯罪嫌疑人，相互以电子邮件、粘贴在互联网公开网站留言板和大规模向互联网用户发送等方式,有意传播、扩大有害信息。根据《刑法》291条，公安机关已将涉嫌编造、传播该有害信息的作案人依法拘留审查。

### 2008年北京夏季奧運会之争

#### 开放媒体采访与网络
2001年，中华人民共和国取得2008年夏季奥运会主办权。时任中国奥申委秘书长王伟允诺将给予媒体在中国境内采访的完全自由。
2008年2月5日，据法新社报道，中国政府曾讨论是否在北京奥运会期间放宽防火長城的屏蔽范围。同年4月1日，维基百科外文版和英国广播公司新闻网（英文版）被率先解封。
同年6月24日無國界記者指責中國沒有遵守對國際奧委會的承諾，干擾外國記者在新疆和西藏報道奧運火炬接力。同年7月初，陆续有雅虎香港、《星岛日报》、《明报》、台湾中央社、香港赛马会、TVBS电视台、东森电视、美国在线中文版、《中国时报》、《世界日报》、《亚洲周刊》、《星洲日报》、《亚洲时报》、Google Blogger和Flickr图片社区网站被解除屏蔽；同年7月底，大批外国记者们在北京的奥运新闻中心发现即使当局已解封大批网站，但仍然有很多新闻媒体网站无法自由瀏览，其他有关西藏独立、六四、法轮功及色情网站亦都无法登入。美国的大新闻机构如《纽约时报》、《时代杂志》网站可以接通，但其他一些外国媒体网站，仍然需要通过代理服务器才能登陆。
同年7月30日，记者们向国际奥组委投诉要求兑现承诺全面开放互联网。国际奥组委听到有关互联网的问题之后，与北京官员进行了会谈。次日，国际奥委会新闻委员会主席高斯帕说：“我也是最近才得知，当初的确有些奥委会官员和中国协商，同意（奥运期间）屏蔽一些敏感网站。”“我这些年的确多次说过，奥运期间新闻完全自由，如果诸位因为我的这些讲话而受到误导，我向你表示道歉。”当被质疑国际奥委会主席罗格在两周前还说絕不会对外国记者进行网络封锁时，他表示，国际奥委会以前提供了不完全信息。很显然，曾经在某个场合达成了其所不知道的某种协议。世界多家媒体和人权组织对中国大陆政府违背网络自由的承诺、在北京奥运新闻中心封锁敏感网站表示反对。当日下午，一些相对于中国政府的敏感网站也开始被解除屏蔽，包括中文维基百科、香港《苹果日报》、台湾《自由时报》、英国广播公司BBC中文网、德国之声、美国之音、自由亚洲电台、人权观察、国际特赦组织、大赦国际和无国界记者等。中国大陆政府的解释是：“现在中国进入信息化时代，地球村时代，所有外国网站，应对外国运动员和媒体开放。因为言论不会对中国造成多大伤害，而且，许多信息本来也就是外国的信息，这些外国人回去也同样知道。”大陆媒体引述北京奥组委官员孙伟德在8月2日谈话说，京奥期间，中国将为外国记者接入国际互联网提供充分便利，外国记者在中国、在北京利用互联网报道奥运会的渠道是顺畅的。少数网站浏览有障碍，主要是因为他们传播的一些内容是中国法律禁止的。根据中国的法律，不得通过互联网传播违反法律的信息，以危害国家利益。希望媒体尊重中国有关法律法规。

#### 解除网络屏蔽后国际各界人士的评价
解除网络屏蔽后，多间国际新闻机构对此表示欢迎和肯定，并希望中国政府能善意对待一些负面报道而不是封锁，亦能把此开明措施在奥运会之后继续保持下去。

#### 重新封锁网络
奥运会结束数月后，中国政府对海外新闻网站的封锁又重新开始。至2008年12月，重新被封锁的网站包括德国之声、BBC、美国之音、法广、澳广、加拿大广播电台等新闻机构的中文网站。此外，根据基地在美国的非盈利维权组织“自由之家”16日发布的新闻稿，这次遭中国政府封闭的还有一些被视为敏感的网站，包括“记者无国界”、亚洲周刊和香港的明报。在12月16日的中国外交部例行记者会上，多位外国记者询问中国政府在奥运期间对某些外国新闻网站中文网页解除封锁，现在却又恢复，到底这些被封锁的网站违反了什么法律。外交部发言人刘建超表示，中国总体上是采取对外开放的政策，但是中国和其他国家一样，对于网站还是要依法做必要的管理，某些网站确实存在违反中国法律的事情。有评论认为，当局此次收紧舆论控制是为了防止经济危机进一步转化为社会与政治危机。

#### 封网事件
2008年7月28日，中国工业和信息化部宣布，在8月1号到25号期间实施全国性互联网封网。封网时间确定为奥运城市（北京、香港、天津、沈阳、上海、青岛、秦皇岛）从2008年7月20日至2008年9月20日；其他非奥运城市从2008年8月1日至2008年8月25日。在这段时间内，禁止对电信网络工程施工、系统割接与升级，电路调度、业务开通和调整等。任何服务器等硬件设备都不得进出机房。同时建议，交互式网站最好将带互动栏目（如BBS）的网站自动暂停。如果发现所谓的有害内容，机房会立刻切断相关网站的连接，并在封网期间一律不恢复运行。大型网络游戏厂商在这一个月期间，只能用原有服务器，而不能开通新服务器。

### 师涛与胡佳事件
美國總統歐巴馬於2009年5月1日在紀念世界新聞自由日時發表文告提名中國的新聞工作者師濤與胡佳仍被關在獄中
。

### 西藏騷亂事件
2008年西藏骚乱是2008年3月發生于中华人民共和国的多起藏人示威演变成暴動的事件，地點以西藏自治區的首府拉萨为主，事件波及甘肅省甘南藏族自治州夏河县、四川省阿坝藏族羌族自治州阿壩縣等地。印度、尼泊尔等国也有相關的抗议活动发生。藏族人士為了纪念1959年3月初武装反抗中华人民共和国统治49周年，在中國的藏区、印度的部分藏族人士起初集体和平抗议，但後來在拉薩演變成暴力骚乱；騷亂後，中国政府出动大量武警以催淚彈、盾牌陣等方法嘗試恢复社会治安。

#### 信息管制
騷動後的第二日，即3月15日起，西藏自治区政府開始拒絕外國人、外国記者等進入西藏。到北京时间3月17日凌晨大概一時，西藏政府的官員、武警、公安、中華人民共和國國家安全部人员以及帶同電腦專家手持境外（主要針對香港傳媒）記者名單到拉薩的酒店內逐戶搜查，他們搜查記者的個人電腦、相機，並將有關的照片一一刪去，也沒收可移动的存储设备等。同日早上，由於西藏自治政府表示香港媒體是「非法採訪」，所以在次日早上9時把15名香港記者（包括無綫電視、香港有線電視、亞洲電視、now寬頻電視这4家電視台、香港電台、商業電台这2家電台、1份報章《南華早報》）帶離拉薩，在11時到達成都。3月18日，BBC报道达赖喇嘛出生的村庄已被警察封锁。
互聯網方面，除了大量永久屏蔽的网站外，中國政府又在3月16日屏蔽了知名的視頻分享網站YouTube，随后于3月23日重新开放。中国国务院新闻办公室副主任蔡名照否认知道屏蔽之事，并保证展开调查。

#### 指責境外达赖集团有组织、有预谋、策划和指挥
3月23日，中国政府在西藏自治區的機關報紙《西藏日報》將此次事件定性為“由境外达赖集团有组织、有预谋、精心策划和指挥的，发生在拉萨的极少数不法分子实施的严重打砸抢烧事件”，是“一场你死我活的敌我斗争”。

#### 抨击西方媒体
3月22日，中国政府开始作出一连串的舆论反击，猛烈抨击西方媒体对西藏骚乱的报道，指责西方媒体报道不实。

### 新疆反政府示威事件
2008年新疆反政府示威是2008年3月新疆西部維吾爾族人士發起的遊行、示威和抗議活動。事件發生之初，儘管已經謠言四散，不過中國政府始終封鎖消息和否認新疆發生抗議活動。直到4月2日，中國政府才承認反政府示威的發生，並強調已經被公安「及時制止」。

### 汶川大地震及期间发生的事件
汶川大地震發生於2008年5月12日，震央位於四川省阿坝藏族羌族自治州汶川縣映秀镇附近。

#### 開放媒體採訪
- 美國《時代雜誌》則以「中國立起來」為封面故事，認為中國這次的救援行動迅速，對外國不加隱瞞，全國上下一心捐款或參與義工工作，一改過去中國的自我形象和負面印象[51]。

- 英国BBC在此次事件中的一系列报道中，对中国政府突发事件处理持正面评价。并认为"地震使中国获得较为宽松环境"[52]。

- 中华人民共和国政府一改以往在很多突发事件上封鎖消息的做法，官方傳媒，如中央電視台與新華社在地震後五小時即對外公布。對境內外媒體採訪也基本不阻止[53]，但有零星媒體遭地方政府阻攔的事件發生[54]。截至22日中午，已有100多家境外媒体、300多名记者境外进入汶川地震灾区参加采访报道[55]。与過往限制境外及港台傳媒採訪的情形迥然不同。但也有媒体称救灾初期大陆开放媒体深入灾区，是因为当时全力救灾无暇管制，第三、四天才开始管制境外媒體深入[56]。

- 官方傳媒一改以往的慢半拍作風，二十四小時播放救災新聞節目，被境外媒體稱讚大有進步[57]。

#### 利用媒體團結人心
纽约时事政治评论家孟玄在《世界日報》的《世界周刊》的「風向」專欄中以汶川大地震為例，提到《行銷獨裁》書中解釋控制宣傳，主導輿論陣地的手法，大地震後全國舉行哀悼儀式，凝聚在黨領導下抗災救人，團結人心，展现了对媒体开放的态度。

#### 控制外国媒體
但是地震届满一个月，却传出外国记者被拘留并赶出都江堰的事件。孟玄对多维社表示，「中国政府最怕失去孩子的家长串连起来，在这个地震报导热已过的时机缩紧媒体管制，是中国政府高明的一面。……『地震刚发生时，新闻报导可以表现中国好的一面，如救灾、总理前往灾区勘查、追悼等的画面，但越到后头，问题会一一浮现，尤其是那些死难孩子的家长，任何人都会同情他们的。』孟玄说。『因此中国政府唯一的办法就是不要让这些家长串连起来，家长目前是分散在各地，还没有串连，散开来中国政府比较容易处理。』孟玄解释，中国政府最害怕的就是串连，带着感染力量与愤怒力量的家长一经串连、联合起来冲撞，再加上新闻报导，终将形成一种风暴，然而未来中国还要搞奥运，当然不希望这件事一直下去。法新社的报导称，这次的驱逐外国记者事件透露出一个信息：中国地方政府对大地震导致学校倒塌而引发大批父母的怒火爆发，有一种不安感，因为众多死难孩子的父母们都认定，政府和教育部门的腐败问题是导致学校校舍成为『豆腐渣工程』的根源。」

#### 发表错误新闻
中央電視台在報導福建龍岩奧運火炬傳遞時，被指造假炮制火炬手為地震假捐款鏡頭。事後中央電視台致歉稱是火炬手捐款後摄影留念，而文字记者失误所致，向公众正式道歉。

### 2009年狀況

#### 新闻自由状况
中国政府在2008年北京奥运会之后所放宽的媒体采访自由有倒退的迹象，许多外国媒体的新闻来源和中国籍助理仍然受到当局的骚扰和恐吓。驻华外国记者协会呼吁中国政府尊重新闻自由，让中国的报导环境能够符合国际标准。根据该协会2009年7月份的一项问卷调查，自奥运之后外国媒体受到骚扰的事件，涉及外国记者的有225件，涉及消息来源的有85件，涉及中国籍助理的有45件。
保护记者委员会在2009年2月公布的全球新闻自由年度报告中说，中国的新闻自由状况没有任何好转。它说，中国政府在过去一年不但没有实施它要允许新闻自由的承诺，反而加紧了对媒体的监控和管制。
记者无国界组织说，中国在奥运会期间少有的成果之一，就是给予外国媒体自由行动和采访权，但是对一些敏感问题如西藏、异议人士或艾滋病疫情的报导，仍然使记者处处遭受阻碍，甚至暴力对待。
中国政府在2009年4月13日发布的《国家人权行动计划(2009─2010年)》中也对中国的新闻工作在知情权、表达权、监督权上有了积极的计划。
5月12日，四川地震一周年前夕，境外記者到災區採訪不斷遭到阻攔。新加坡《聯合早報》等記者都傳出被威嚇或被搶奪相機等事件。
6月4日六四20周年之際，中国政府嚴禁境外記者採訪民運人士和死難者家屬， 同时CNN的记者在天安门广场进行相关报道期间，摄像机被一些便衣警察轮番用伞进行遮挡以阻拦报道的正常进行。

#### 7月乌鲁木齐骚乱事件
2009年7月6日乌鲁木齐骚乱時中國政府对乌鲁木齐市的互联网与移动电话服务进行了限制。7月6日下午，Twitter被封锁。7日，Facebook也被封锁。
同時中國官方卻大力宣傳漢人受襲後血淋淋的場景以及財產破壞狀況，又不交代從維吾爾族的角度對問題的解讀。這種宣傳方式使維吾爾族覺得他們的訴求被完全忽視，也不讓漢人對維吾爾族暴動的動機有所了解，使雙方的對立局勢有如火上加油
。7月11日南華早報報導外國記者被短期拘留。同日澳門每日時報报導喀什市官方要求外國記者離開。 据中央社报道：有來自大陆境外的记者抱怨自己的采访受到限制，而中央电视台、 新华社的记者却享有特权。有台湾记者在采访中被武警强行删除相片，不删就不让记者离开。一些外国记者在采访维吾尔人抗议的事件中，遭到不同程度的查扣，其 中日本东京电视台驻北京记者小林史宪10日拍摄公安当街对维族人士施暴，遭到公安拘留长达8个小时，直到当天深夜才获释。中華民國行政院大陸委員會7月27日指出，從最近的新疆暴動事件觀察，中国政府除了已建立起龐大的法律、政策架構與資訊技術，進行內部的言論管控2億網路用戶以外，不再只是消極防堵政治敏感訊息，更意圖結合大眾傳播與資訊科技，形塑有利於正面資訊流通的模式與內容。并且在2009年的七五事件后屏蔽了新疆的互联网达一年之久，在新疆，上网只能通全疆，根本连不到中国内地的互联网。
官方指控民族分裂分子热比娅为首的“世界维吾尔代表大会”直接煽动、策划、指挥境内制造了这起严重暴力犯罪事件。但中国政府一直没有拿出让世界舆论信服的热比娅挑动骚乱的证据，假如有这样的证据中国政府可以要求国际刑警组织通缉追捕热比娅。事實上，热比娅·卡德尔曾三度獲提名諾貝爾和平獎。
新华社報導，2009年7月24日热比娅国内亲属12人，分別是熱比婭的兒子卡哈爾、女兒茹仙古麗、女婿開塞爾．阿皮孜、弟弟買買提、姐姐左克拉．卡德爾、養女熱孜亞．卡德爾，還有 5人是熱比婭的孫輩。12人写公开信给热比娅，要求其放弃煽动新疆暴力事件。 他们并集体向7-5暴力事件遇害者道歉“作为热比娅·卡德尔的子女及亲属，我们对（热比娅）所实施的以分裂为目的的这次暴力事件非常气愤，并向这次事件中无辜死亡的群众和他们的家属说声道歉。”“同时我们希望所有的维吾尔族兄弟们不要相信（热比娅）的话，我们各族群众要团结和睦相处，为建设安定、美丽、幸福的新疆尽自己的一份力。”热比娅的弟弟和儿女也再次证实热比娅事先知晓和指导了此次暴力事件。。热比娅亲属随后接受了新华社的采访，表示信件确实是他们写的，并对热比娅的行为表示不满。
世界維吾爾代表大會的發言人迪裡夏提（Dilxat Raxit）告訴法新社記者称热比娅亲属信件是假造的。迪裡夏提向美國之音表示，熱比婭子女和親屬寫信和接受採訪，是在中國政府威逼利誘的結果。他說，「在中國這樣一個法制不健全，而且濫用司法的國家，任何人隨時隨地有可能受到任何方式的脅迫，違背自己的良心和意願，從事不該從事的事情，他們沒有任何選擇的自由。」迪裡夏提表示，自從熱比婭到美國後，兩個兒子被判刑，女兒茹仙古麗也曾遭到軟禁。家人和親屬也一直受到監控。他並說，中國政府的目的一是詆毀熱比婭的形象，另一個就是將新疆騷亂事件嫁禍於熱比婭和世維大會。苹果日报用大标题指出，“中共文革式斗热比娅”，通過挑撥親人關係，抹黑貶低等辦法打倒對手是文革惯用的手段。紐約人權觀察亞洲研究員Phelim Kine表示：「信中遣詞用字可見政府的操作，只是無法確知。但是如果信是真的，它們應該是法治國家司法機關正在秘密調查的證據，拿出來放在政府的傳聲筒－新华社－作全世界的傳播是非常重大的違規行為。」博讯网文章指出，让热比娅的儿子谴责自己的妈妈挑动骚乱，这种做法本身就让人无法相信谴责的真实性。文章更指出，中国政府这种让家人互相揭发、让家人证明家人有罪的做法，令人想起中国发疯的“无产阶级文化大革命”年代。
驻华外国记者协会表示，一些中国官方主流媒体发表煽动性的言论导致对外国驻华新闻机构的敌视，至少有两位外国记者接到死亡威胁。很多外国驻华新闻机构接到骚扰电话，电子邮件收到针对外国驻华新闻机构的电脑病毒。驻华外国记者协会还对有关部门警告外国记者不要提问敏感问题表示关切。该协会说，一名记者 在乌鲁木齐因为提敏感问题而被拘禁。外国记者协会认为，这类行动违反了国际报道的普遍原则。在在顯示中國沒有新聞自由
。例如中國官方新華社7月13日以報刊選萃方式全文轉發人民日报资深记者丁剛在「環球時報」以「我不再看華爾街日報」為標題的一篇文章，批評美國華爾街日報訪問熱比婭，慫恿大陸民眾拒看，並將此次暴動與九一一襲擊事件相提並論

。又例如人民网一篇署名兰溪的文章表示“事件发生后，中国媒体报道迅速，官方应对有度，第一时间发布死亡人数及受伤人数，而且在事发数小时之后，就正式邀请外国记者访问乌鲁木齐，采取了非常开放的态度，此举赢得了境外媒体一致的肯定。”並且強烈批評西方政要與媒體不知感恩“回报”，也將此次暴動與九一一襲擊事件相提並論，認為西方政要與媒體呼籲“ 各方保持克制”是雙重標準。美國有線電視新聞網（CNN）、英國廣播公司（BBC）等西方主流媒體採訪了“世維會”在美國的發言人，即被中國官媒炮轟偏見。有北京和香港的媒体工作者认为，中國媒體批评西方媒體本身就是不公正不客观的。前中國青年報冰點主編李大同说，这次新疆事件，西方媒体报道基本上是客观的。丁刚这种观点是不客观的，太不专业，是个笑柄。香港城市大学媒体与传播系副主任何舟教授也认为，这次西方媒体的报道基本是客观公正的：“这次国际媒体对新疆的报道，从大面上来说，还是比较客观的。这次基本上没讲到疆独、中国政府镇压啦。报道主要是说两个民族之间的问题，主要是说刑事案件，是打砸抢。各国政府也没有对中国提出批评，抗议，说你镇压少数民族和独立人士啦。”
7月10日，香港《南華早報》記者在烏魯木齊採訪期間，因非法採訪被拘捕。
7月10日，一名美國之音女記者在前往大巴扎附近採訪時，即被武警攔截並沒收相機記憶卡，然後以「不受歡迎媒體」及沒有申請採訪證為由，勒令她離開。
7月7日，新疆發生騷亂後，當局向全世界宣佈歡迎境外記者到當地採訪，但《蘋果日報》記者甫落機即被截住遣返。

#### 歐巴馬訪華
美國總統歐巴馬於2009年11月訪華在上海與學生會談時提到他支持網際網路的開放使用，反對媒體檢查。

### 2010年状况
根據台灣佛光大學社會學系名譽教授謝劍在《聯合報》發表的以《大陸新聞自由…40年太久，但爭朝夕》為題的文章表示：「傳媒如《人民日報》只是黨的喉舌，有人識諷它的內容只有日期是真的，連氣象報告都可以作假（北京有超過攝氏四十度可以不上班的規定，就改成只有三十九點八）。」謝劍亦在文中提出「理應開放報禁，讓人民了解真象和抒發內心感受才是正途，對誨淫誨盜和不負責任的可依法嚴懲。壓抑言論自由和封鎖新聞不但不能團結國族，效果可能適得其反。更何況無限期專政將使國民人格墮落，也無法面對台灣問題的和平談判。呼籲北京當局儘速頌佈一項保障言論自由的新聞法，並以此促成司法獨立，逐漸走向民主。」

#### 媒体同步发表社论 副總編輯遭報復
北京《经济观察报》《南方都市报》《雲南信息報》《城市晚報》等十三家媒体於3月1日同步发表接近一千七百字题为《请两会代表委员关注并敦促户籍制度改革》社论，呼吁人大和政协提请政府设定时间表，改革并最终撤销做成不公平而且有违中華人民共和國宪法保障的平等原则的户籍制度，以平息弊政和民怨。这是中华人民共和国政府成立以来，大陆媒体第一次大规模地联合发表社论，引起各界瞩目。北京「經濟觀察報」副總編輯張宏表示，他和其他相關人士已遭報復。他在3月9日的1封信中說：「在這件事出來後，我本人獲得了相應的處罰，其他同事和合作媒體也受到連累。」此信重點大致在說明，他何以撰寫這篇社論，信中又說，他如今已是一位「獨立的評論人」。華爾街日報引述不具名消息人士的話說，張宏已被解除高級編輯職務
。

#### 天安号沉没事件
據多家媒體4月22日報道，韓國軍方基於與美國聯合收集的情報，已認定是北韓匿蹤微型潛艇發射的魚雷，造成了韓國「天安號」軍艦沉沒。
而中國环球网在報導天安号沉没事件卻指出韓國人申尚哲（音譯）在給美國國務卿希拉蕊的信中表示，“通過明顯的證據與常理的推斷，天安艦肯定不是魚雷炸沉的”。並報導申尚哲因此被韓國海軍以損害名譽罪起訴。5月20日新华社報導莫斯科俄文电刊載「俄专家:天安舰若被鱼雷击沉 韩海军就是饭桶」。不報導北韓匿蹤微型潛艇的消息，製造中國國內支持朝鲜輿論與氛圍。

#### 溫家寶談知情權 遭民運人士批評
中國國務院總理溫家寶6月1日接受日本NHK電視台專訪時表示，中國改革政治體制應注重解決四方面問題。第一是建設社會主義民主政治，保證公民的選舉權、知情權、參與權、監督權。但丁子霖表示已不對中国政府抱任何幻想，形容溫家寶「說得比唱還好聽」。丁子霖認為民主需自己爭取，不能靠恩賜。

#### 深圳衞視負責人遭到調查
香港東方日報2010年6月4日報導，深圳衞視所屬的深圳廣播電影電視集團總裁王茂亮、總編輯陳君聰以及多名負責人，因深圳衞視最近在《正午30分》播出有關「六四」事件的報導，播出「六四要平反」的畫面，採訪要求平反「六四」的人士，已經被停職，正接受調查中。

#### 罢工愈演愈烈 政府禁止媒体报道
由2010年深圳富士康員工墜樓事件引发的中国罢工浪潮愈演愈烈，已由广东迅速向江苏、江西、上海、陕西等省份扩散，这一现象使得依靠工人运动起家的中国共产党感到极为尴尬。中宣部颁布命令，禁止媒体报道罢工事件。香港南华早报6月12日引述内地报界人士说，他们现在接到上级命令，不许对罢工事件进行报道与评论
。

#### 甘肅省舟曲縣泥石流禁止国际记联的记者前往
中国新闻主管当局2010年8月8日下达通知，禁止国际记联的记者前往甘肃省甘南藏族自治州舟曲县地带采访泥石流灾害 。国际记联组织对此已经表示关注和不满。

#### 四川甘孜警民衝突報導差異
美国自由亚洲电台于2010年8月28日报导8月13日四川甘孜州白玉县的藏民在县政府门外举行抗议活动，抗议开采金矿污染当地的耕地、草场和自然环境。县府官员下令拘捕部分抗议人士。8月17日警察开枪，造成4名藏人死亡、35人受伤。BBC于8月30日报导中国官方新华社证实有丰富的金矿资源的白玉县警察开枪“意外”于8月15日射杀一名藏人。新华社说甘孜藏族自治州政府发言人表示，白玉县公安局于8月14日以非法开采金矿的罪名逮捕了一名来自绵阳的商人。一位名为巴布的藏人带领30多名村民，去白玉县公安局要求释放这名商人，警方鸣枪示警，巴布被流弹击中身亡。但美国自由亚洲电台的新闻报道大多倾向于异见人士，内容真假参半，事件真相成谜。

#### 溫家寶表示人民對民主自由的訴求「不可抵擋」
美国有线新闻网（CNN）于9月专访在纽约出席联合国大会的中国国务院总理温家宝，专访于10月3日环球公共广场（Global Public Square）节目播出。节目主持人扎卡里亚（Fareed Zakaria）问到温家宝中国对互联网和对言论自由的限制，是否影响中国成为强大且有创造力的国家，温家宝答道，“言论自由在任何国家都是不可或缺的”，已被写入中国宪法。他强调，中国有4亿网民和8亿手机用户，他们能透过互联网表达意见，包括批判的观点。“我常上网，看过针对政府工作的尖锐批评，也有一些是赞美政府的话。我常说我们不仅应让人民享有言论自由，更重要的，我们还必须创造条件让他们能够批评政府的工作。只有在人民的监督和批评下，政府才会做得更好，才是真正的人民公仆。当然，一切要在宪法与法律容许的范围内进行，如此才能在中国这样的大国家维持秩序。”
扎卡里亚质疑﹕“当我访问中国时，许多网站都被屏蔽了，获取信息十分困难。比如说在你尚未发表‘再回兴义忆耀邦’前，网站无法找到胡耀邦的资料”。温家宝回应道﹕“我和中国人民都相信，中国将继续进步，人民对民主自由的诉求是不可抵挡的。我希望你会逐渐看到中国的进步。”
扎卡里亚问到﹕“你如何看待人们所说：‘我们喜欢温家宝所讲的一切，但却看不见政改的行动？’”温家宝总理回答说﹕ “我想任何一个对他的国家有责任感的人，都会对（政改）深有感悟且付诸行动。我想一个政党在成为执政党后，肯定与其还在争取执政权时有所不同，最大的不同就是这个政党要按照宪法和法律做事。”温家宝以4句话愿景作结束﹕“让每个人都能过有尊严的幸福生活。让每个人都生活得有安全感。让整个社会充满公平正义。让每个人对未来充满信心。”他强调会尽力推动政治改革，“风雨不倒，至死方休”
。

#### 劉曉波获諾貝爾和平獎
刘晓波获奖当日，在网络上的多人反映本地中国移动网络上已无法发出带有关键词“刘晓波”的短信，而中国大陆转播的境外电视台也遭到了部分屏蔽，如日本的NHK新聞在播报诺贝尔和平奖时就被中断了畫面；CNN直播諾貝爾獎的畫面在快宣布和平獎得主時，訊號中斷近5分鐘。 多数中国大陆媒体均未报道刘晓波获奖的新闻，报道者一般也均按新华社转述外交部发言人批评诺贝尔委员会“亵渎”诺贝尔和平奖的通稿转载。新浪、搜狐、网易和腾讯几大门户网站的2010年诺贝尔奖专题均遭删除。同时，刘晓波的家中被封锁，其妻被限制起来不允许同外界接触，各地自发祝贺这一事件的网友被抓捕。
大多服务器设在中国大陆的网站均执行了审查，在百度贴吧搜索“刘晓波”显示“抱歉，根据相关法律法规和政策，本吧暂不开放”；在百度HOHO提交“刘晓波”显示“HOHO发表失败，请重试”；在人人网上关于2010诺贝尔和平奖的新闻以及刘晓波背景的的分享也被移除。而由于防火长城的阻挡，中国大陆用户在搜索引擎Bing上查询“刘晓波”、Google搜索“2010诺贝尔和平奖”时，连接均被重置；浏览中文维基百科“刘晓波”页面也会被重置。
中国大陆民眾無法經由正常新聞管道得知刘晓波获奖以及美国總統奧巴馬，法國政府，英國外相夏偉林，澳大利亚總理吉拉德，荷兰看守政府外交大臣费尔哈亨，加拿大總理哈珀，還有多個人權組織要求中國政府儘快釋放劉曉波的新聞。
12月10日颁奖当日，瑞典诺贝尔和平奖委员会以空椅代表刘晓波，主席亚格兰德表示刘晓波无法前来证明授予刘晓波这项奖是必要的、应该的。他提到1935年委员会将和平奖授予卡尔·冯·奥西茨基时，希特勒禁止任何一个德国人前来接受任何一项诺贝尔奖。他接着提到了安德烈·萨哈罗夫、列赫·瓦文萨和昂山素季的类似遭遇。亚格兰德肯定中国的高速经济增长。他说：“有着13亿人口的中国肩负着人权的命运。”如果中国能够建立起一种彻底保障公民权利的社会主义市场经济，就将对世界产生深刻的积极影响。但亚格兰德强调，要保持经济高速增长，就离不开言论和思想自由。对刘晓波的重判恰恰暴露了中国的弱点。刘晓波不过践行了《中国宪法》规定的权利，“他的所作所为无错、无罪，因此他必须获得释放”。“他的观点最终会使中国变得更为强大。我们祝福他、祝福中国未来一切顺利。”挪威知名女演员丽芙·乌曼在颁奖典礼中朗读刘晓波的“我没有敌人”。
法新社報導指出，有線電視新聞網(CNN)、英國廣播公司(BBC)、挪威公共電視(NRK)等網站都無法連線。這是2008年北京奧運以來，BBC英文網首度遭中國斷訊，而CNN网站则是第一次在中国大陆遭到封锁。「國際特赦組織」指出，過去兩個月，中國政府外交人員造訪旅居挪威的中國僑民，對他們施壓，要求他們參加10日的反諾貝爾獎遊行，“如果不參加抗議活動，未來的生活將受到嚴重影響”。
中国大陸的Twitter用户當日上传各式空椅照片，以示支持刘晓波，結果「空椅」二字也在中国部分网站成为了敏感词。
10月10日，新华社发表《俄媒称诺贝尔和平奖沦为西方政治工具》
10月14日，中国政府开始高调批判刘晓波和诺贝尔奖。10月14日，各大新闻网站均头版高调转载《人民网：从达赖到刘晓波获和平奖说明了什么》，开始直接地批判刘晓波。
10月15日新华网发表《诺贝尔和平奖是西方给刘晓波政治犒赏》。10月25日新华网发表《所谓“因言获罪”是对刘晓波案判决的误读》。10月26日「中國網」又發表《劉曉波其人其事》。
在2010年诺贝尔和平奖于10月8日宣布之後，10月14日新华网登出一篇文章《诺贝尔和平奖授予刘晓波“大错特错”--挪威学者批评诺贝尔委员会居心不良》。文章中說“挪威科技大学教授阿努尔夫·科尔斯塔10月12日接受新华社记者采访时，严厉批评挪威诺贝尔委员会把今年的和平奖授予刘晓波，说‘这是大错特错’，‘诺委会这么做居心不良’，其目的是想在中国推行西方价值观和政治制度。”
法新社报道，科尔斯塔教授得知新华网的报道后，立刻在挪威首都发表声明指出：“这纯粹是造谣。是戈培尔的故伎重演。”他说，有人企图假借挪威人的名义损害挪威诺贝尔奖的名声，其卑鄙目的永远不会得逞。科尔斯塔教授表示，完全赞成诺委会把今年的和平奖授予中国民运人士刘晓波，同时祝愿中国人民早日获得自由。
德国之声中文网报道，德国之声10月17日通过电话对科尔斯塔进行了采访。科尔斯塔表示，自己确实接受过中国记者的采访，他也看了新华网的相关英语报道，其中引述的他的观点并没有什么特别之处。此外，他并没有发表声明指责新华社造谣，对此他一无所知。科尔斯塔还强调，自己在接受挪威以及外国媒体的采访时曾经多次表达过对诺贝尔和平奖委员会的不满。德国之声並且报道有网友指出，几乎所有有影响力的国家和国家机构都对刘晓波获奖表示祝贺，而民意多數也同情被判重刑的刘晓波，反对"以言治罪"的中国政府。中国官方媒体新华网卻为了配合当局进行宣传，刻意对新闻资讯进行过滤筛选，无视眾多西方民间支持刘晓波的主流意见，不與報導，只引用符合北京观点的報導，营造虚假的舆论氛围。

#### 反日示威
由於中国渔船与日本巡逻船钓鱼岛相撞事件，四川德陽市10月23日逾千人上街反日示威。日本放送協會(NHK)及共同社報導，10月24日在中國甘肅蘭州、陝西寶雞、江蘇南京、湖南長沙等城市有人號召反日示威。美國之音報導，由於網上有人反日號召示威，陝西西安交通大學封校，學生不能出入校門。除陝西省學校封校外，四川省成都等地中學以上的教育單位近期都不放假，網上有關反日遊行的信息被政府刪除。中國官方媒體未與報導。

#### 延坪岛炮击事件
凤凰网报导韩国延坪岛炮击事件采“韩国军官承认韩方首先向朝鲜方向发射几十发炮弹”为标题为朝鲜撑腰，在各方反应一节中无视美国总统奥巴马的强烈谴责而报导美国称相信朝鲜炮击延坪岛属个别事件；无视联合国秘书长潘基文对袭击予以谴责，而只报导潘呼吁双方立即保持克制。

### 2011年状况

#### 中国官媒避提胡锦涛人权讲话
中國媒體鋪天蓋地的報導國家領導人胡錦濤到美國進行訪問，內容巨細靡遺。但是中國官方媒體，以及受到政府新聞檢查的外國電視報導，對美國總統歐巴馬與胡錦濤就人權交手的對話卻略而不提。胡錦濤承認中國對保護人民的個人自由仍待努力。英國廣播公司(BBC)在中國播出的電視影片，談到人權問題，胡錦濤才講到「還有很多工作要做」，畫面就突然中斷。 「新華社」只對記者會一筆帶過，沒有報導問答內容。「新華社」的英文網站有提到人權，並引用胡錦濤的話說，「中國承認並尊重人權的普遍性原則，但必須與各國國情相結合」，可是刪除了他承認中國人權有待加強的談話。

#### 2011年埃及反政府示威
於1月30日開始中華人民共和國微網誌的「埃及」「開羅」成敏感詞。埃及總統穆巴拉克辭職下台的消息，中國大多數報紙和互聯網都只轉發來自新華社的簡短消息。美聯社說：中國大陸低調處理導致埃及總統穆巴拉克辭職的大規模群眾示威，可能是擔心任何風吹草動就有可能危及到北京政權的穩定。外交部12日發表簡短聲明，未提及穆巴拉克辭職，也未說明埃及的局勢發展。王丹在臉書上說，「中國的革命，缺少的就是兩個關鍵：關鍵時刻和關鍵少數。只要在關鍵時刻，能有關鍵少數站出來，革命就會成功。」他質疑，埃及十五個人，利用網路的變革創造歷史，但大陸這麼大、人口這麼多，連這十五個人都找不到嗎？中华人民共和国外交部發言人馬朝旭前天對埃及局勢做出「希望形勢的最新發展有助於埃及盡快恢復國家穩定和正常秩序。穩定還是共產黨的一貫論述」的發言。但各大搜尋引擎都禁止搜尋相關文章，各大新聞網站全是引自新華社的通稿。

#### 倪玉兰与美驻华大使合影事件
美国驻华大使洪博培於2月11日看望北京人权律师倪玉兰，并与她合影。

#### 洪博培的騰訊微博遭封鎖事件
美国驻华大使洪博培在使館開設的騰訊微博上，引述美國國務卿希拉莉演講的五段談話，但整篇文章遭中華人民共和國封鎖。華爾街日報報導，希拉莉的談話內容包括美國將花費兩千五百萬美元，保護網絡作家，同時幫助許多大陸網友突破「防火墻」限制，讓他們能有無限制的視野。洪博培還以「您是否認同柯林頓夫人所說：集會與結社自由同樣適用於網絡空間 」與大陸網友討論。報導指出，該網頁隨後就被中華人民共和國網絡管理人員封鎖。美國駐華大使館發言人羅培雨（Robert A. Raines）也證實了這項消息。洪博培也只簡單說「相當失望。」

#### 《華商晨報》副總編輯遭到免職事件
2月20日媒體報道，陝西《華商晨報》因去年報道兩韓炮擊時，使用了一位觀察家的觀點，對此北韓方面提出抗議；以及今年除夕違規報道当地一家五星級酒店大火，被当局宣布處分，總編輯許麗警告，副總編輯王曉昱遭到免職。成為華商系繼去年关停在天津的大眾生活報、在京的四家雜志后最嚴重的事件。

#### 中國茉莉花革命事件
中國茉莉花革命口號包括“開放報禁、新聞自由、自由萬歲、民主萬歲”。
在第二次集會中，英國廣播公司、台灣三立電視台、德新社、德國電視一台、德國ZDF電視台記者們，和美國之音北京分社社長及記者以及一名奧地利記者等在王府井被當局拖走、非法拘禁或猛烈毆打（BBC記者被拘捕時相關視頻（页面存档备份，存于））。有美國之音記者在沒有採訪的情況下，被帶兩名身份不明人士帶走，令其站侯一小時，直到警察前來刪除照片和錄音。
3月1日下午，外交部發言人姜瑜在例行記者會表示：外國記者在中國應該尊重並遵守中國的法律法規。有關部門依法採取必要措施，目的是維護公共秩序和公共安全，並強調警方當日只是使用最少程度的警力處理，並已為為記者提供合理引導。

#### 江澤民生死成謎
7月3日下午，因大批中央政府政要趕往301醫院探視，引起駐北京外國媒體重視，傳出中共前總書記江澤民病危消息。7月6日香港亞視在在電視新聞中報導「江澤民已去世」的消息。中華人民共和國網路警察數天前開始封殺有關江澤民的討論。6日微博已開始刪除一切含有「江澤民」、「心肌梗塞」、「總書記」字樣的留言。7日中國官方媒體稱江澤民去世的報導「純屬謠言」。但沒有報導其他進一步的細節。「博訊」網站6日自稱收到「北京權威人士」闢謠。此人指江澤民已死的報導「絕對不真實」，並說，「江澤民前一段感冒發燒，但已經恢復了」。

#### 2011年甬台溫鐵路列車追尾事故
中共中央宣传部7月24日通知各媒体要求：

温州动车追尾事故，各媒体要及时报道铁道部发布的消息，各地媒体不派记者去采访，特别是要管好子报、子刊和网站，不要链接高铁发展相关信息，不做反思性报道。

据美国之音、中央社、联合早报等媒体报道，中共中央宣传部7月29日夜间通过手机短信下达对此事故报道的禁令，禁令中称：

鉴于7.23甬温线特别重大铁路交通事故，境内外舆情趋于复杂，各地方媒体包括子报子刊及所属新闻网站对事故相关报道要迅速降温，除正面报道和权威部门发布的动态消息外，不再做任何报道，不发任何评论。

2日中央電視台新聞頻道「24小時」製作人王青雷因日前嚴詞批評鐵道部，已被停職，節目組也被整肅。
29日晚间，新浪、搜狐、网易、凤凰等各大门户网站，将有关事故的新闻和专题淡出各自的新闻页面首页。
《纽约时报》7月31日以“事故后中国媒体新闻封锁”为题对此次事故数天后中国媒体集体失声进行了报道。报道中称：“在动车事故和政府反应引发众怒后数天，中国政府颁布了一条针对此次灾难的新闻禁令，只有内容积极或由官方发布的消息可不受限制。”；“此次禁令由中共宣传部在星期五晚些时候突然下达，迫使许多报社编辑疯狂地将星期六版面的报纸撕毁，以卡通或其它内容代替调查性的文章和相关评论。主要门户网站已经删除相关新闻报道和视频的链接。”；“出于极度愤怒，许多记者坚持在网上发布信息。”该报道还提到，“一位《南方都市报》的编辑在新浪微博写到：‘今夜，百家报纸在撤版，千位记者被毙稿；中国，万个游魂无处安放，亿个真相正在破碎。这个国家，无数只恶棍的手，在羞辱着你。’该微博后遭删除”。“一位记者写到：‘我的报道今天无法出版，看样子我不得不写点别的东西，我还是宁愿空着那一页，只留一个词—‘无语’。”；“北京的一位编辑称：‘一共来了三次电话，第一个晚上九点左右来的，命令我们尽可能为此次事故的报道‘降温’，一个小时后该家报社接到指示‘只能印新华社通讯稿，自己收集的一律不得刊印，不得有评论，不得有分析。”；“官方甚至还推迟刊印了由新华社准备的文章”。

#### 烏坎事件
中共廣東省汕尾市委書記鄭雁雄：「境外的媒體信得過，母豬都會上樹！」

### 2012年状况

#### 薄熙來事件
新華社5月1日發表題為《不要讓自己成為笑料》的評論文章，批評西方媒體在報道薄熙來案時“造謠生事，搗亂中國”。

#### 中國製作種族衝突相關紀錄片記者被囚
保護記者委員會在2012年發表年度普查報告，顯示截至2012年12月1號，全球共有232名記者被監禁，其中中國就囚禁了32人，為全球囚禁記者第三多的國家。而當中被囚禁者有19人是藏族或維吾爾族人，罪名為製作有關種族衝突的紀錄片。

#### 香港記者合肥採訪被打
8月10日涉嫌包庇谷開來殺人的四名重慶市公安局前官員被控「徇私枉法罪」的案件在庭審開始前，香港亞洲電視的攝影師上前採訪時，遭到中共當局便衣人員的阻撓和毆打受傷，導致腰部紅腫，手部流血。而事後襲擊記者的當事人在警員掩護下離開。香港記者協會發表聲明，譴責合肥當局公然踐踏採訪自由。

#### 陳嘉韻事件
中國外交部在2012年5月8號驅逐在半島電視台工作的美籍記者陳嘉韻，是從1998年以來首位遭中共驅逐的外籍記者。陳嘉韻曾調查中國的秘密拘留中心網路、採訪過法輪功學員，揭露數百萬人被鎖在監獄裡被迫做高強度的手工勞動；以及從2007年開始在北京報導中國新聞當中關於社會、政治方面的消息，包含勞權、計畫生育、新疆、西藏和黑獄等敏感話題。半島電視台在2011年播出《21世紀的邪惡：監獄奴工》紀錄片，引起中共抗議。中共拒絕駐華記者陳嘉韻續簽簽證申請，半島電視台總部表示在中共拒絕延長記者陳嘉韻的簽證和媒體證之後，他們被迫關閉其駐北京英文部。駐華外國記者協會FCCC表示，北京當局拒絕外國記者簽證續簽之理由，讓人無法接受，為蔑視新聞報導自由。

### 2013年状况

#### 《南方周末》新年特刊事件
2013年1月，广州《南方周末》新年特刊发布献词，原名《中国梦，宪政梦》，但在发布时在广东省委宣传部门的压力下删改，至发布时出现多个常识性错误，引发《南方周末》采编人员抗议，进而引发国内外的广泛关注。

#### 海西晨報頭版標題誤字
廈門《海西晨報》6月26日頭版報導中共中央政治局會議的消息，大標題應為「習近平直言謀大事」，但卻誤植為「習『進』平直言謀大事」。據報導兩名編輯因此事被停職。

### 2014年状况

#### 周永康案
从2012年起，国际媒体不断有和前中共中央政治局常委周永康、周永康案相关的消息报道，但中国大陆媒体却从未正面报道过周永康案，“周永康被调查或被软禁”的种种报道和传闻均无法得到证实或证伪。

#### 限制批评报道
国家新闻出版广电总局6月18日下发通报要求各新闻单位整顿记者站、网站、经营部门、采编部门，禁止记者站跨行业、跨领域采访报道，禁止新闻记者和记者站未经媒体机构同意私自发布批评报道。

#### 限制时政新闻报道
国家互联网信息办公室8月7日发布，对微信实行实名制，规定新闻单位、新闻网站开设的公众账号可以发布、转载时政类新闻，取得互联网新闻信息服务资质的非新闻单位开设的公众账号可以转载时政类新闻。其他公众账号未经批准不得发布、转载时政类新闻。违者会受到服务商的警示、限制发布、暂停更新直至关闭账号等措施，并被保存记录及向有关主管部门报告。

### 2015年状况

#### 东方之星倾覆事故报道限制
在东方之星倾覆事故发生后，中共中央宣传部已要求限制當地媒体报道沉船事故，只能由官方發佈消息，并使用新華社通稿；電視則只能用中国中央电视台的畫面； 而《京華時報》、《新京報》的頭版，都使用同一張救難人員拉起生還者的照片。

#### 王曉璐認罪事件
自2015年6月起，中國受到其經濟成長速度減緩以及8月時人民幣貶值影響，股市蒸發近四成。而針對此現象，中國記者王曉璐曾在2015年7月20日時在《財經》雜誌報導股市波動現象與《證監會研究維穩資金退出方案》有關，同日，證監會發言人反駁其報導不實。於是中共當局於2015年8月30日以「夥同他人編造、傳播證券、期貨交易虛假信息」為由拘捕王曉璐對其採取刑事強制措施，隔日王曉璐在央視受訪畫面中表示自己不該通過私下打聽等不正常渠道在敏感時發表對股市市場有風險影響的報導，願如實交代自己的犯罪行為希望司法機關從輕處理等言論。
然而上海「澎湃新聞」在王曉璐被捕後引述匿名的消息來源指出該報導並非虛假消息，王曉璐或有被迫認罪之餘。而此事件對中國媒體自由的影響為，若報導與當局政策動向有關的報導皆有被定罪的疑慮。外電對於王曉璐被捕事件則是認為不管是根據國際法或是中國憲法，這些報導都是合理受到記者採訪言論自由保障的，且中共當局所聲稱的「虛假消息」定義並不明確通常指涉為當局所不樂見的消息，王曉璐被捕一事或可也成中國當局欲轉移大眾注目焦點之目的。

#### 阿里巴巴收購南華早報
2015年12月11日阿里巴巴集團宣佈將收購《南華早報》，並且除了《南華早報》外其集團下的雜誌出版、戶外媒體、教育和數位媒體業務等皆一併收購。《南華早報》創立於1903年，為香港新聞自由的重要標誌，曾多次報導中國政府視為敏感內容的新聞並且多次獲獎。
阿里巴巴此次收購行動引起外界疑慮，原因為早在2013年馬雲接受南華早報記者採訪曾以「六四事件」為鄧小平當時所能做的「最正確的決定」來比喻其在事業決策上決定，在報導刊登後阿里巴巴與南華早報關係惡化，撰寫該文的記者在向馬雲道歉後辭去工作。並且馬雲及阿里巴巴與中共領導間密切的關係野或可證明此收購之舉為中共正在加強控制香港媒體的進程。阿里巴巴聯合創始人蔡崇信曾公開表示，南華早報獨特點在於用英語報導中國，此種說法也引起阿里巴巴收購南華早報媒體業務，是否為欲藉其聲譽行非官方傳媒身份對外宣揚中國正面形象之實舉動的疑慮。

### 2016年状况

#### 習近平變「中國最後領導人」事件
在新华社的一篇报道中，作者原本打算称中共中央总书记习近平为“中国最高领导人”，但因一字之差，使之变成了“中国最后领导人”。

### 2019年
第六届世界互联网大会10月22日在浙江乌镇閉幕後,驻华外国记者协会发表声明说，中国利用防火长城，对获准在中国进行采访的215个国际机构中的23%的新闻网站進行屏蔽；主要以英文进行报道的网站则有31%被屏蔽。驻华外国记者协会認為中國共產黨不让本国民众看到国际社会的主流新闻报道的做法与中国在本次世界互联网大会中对网络空间的开放与合作所做出的承诺背道而驰。

### 2020年
2020年初，武汉爆发新冠肺炎疫情，陈秋实、方斌、张展、李泽华等人以公民记者身份前往当地，记录疫区情况，最终遭到不同程度的打压，其中张展被当局以寻衅滋事罪判刑四年，方斌被秘密审判。

### 2021年
2021年，关注女性权益的独立记者黄雪琴与公益界人士王建兵被广州警方以涉嫌煽动分裂国家政权罪被捕，两人的案件于2023年9月在广州市中级人民法院闭门审理。

### 2023年
2023年5月3日，世界新闻自由日当天，无国界记者组织发布一年一度的新闻自由指数，中国在180个国家及地区中排名倒数第二，仅次于朝鲜民主主义人民共和国创下有史以来的最低记录。

### 2024年
2024年3月13日，中国中央电视台记者在河北省三河市燕郊镇的燃气爆炸事故现场进行直播报道期间，遭到多名身穿黑衣制服的男子阻挡，要求记者离开，相关画面被全程直播。当晚，中国记协针对事件发表题为《正当采访是记者的权利》的声明，批评当局为了控制舆情，“简单粗暴阻挠媒体记者正常履职”，要求为记者采访提供便利。

## 香港和澳门
香港和澳门以前受英國與葡萄牙的殖民统治，根据“一国两制”的原则，中华人民共和国中央政府允许香港媒体和澳门媒体在回歸以後繼續自由报道新闻和发表言论。2010年，香港的新聞自由在全世界178個国家和地区中名列34。這種地區性的現象，除了香港凤凰卫视和澳门澳亚卫视可以在廣東珠三角地區的有線電視免費收看，或是在中国大陆其他地區通过付费方式收看外，在中國大陸很难收看和浏览到港澳地区其他的电视媒体和报刊。然而到港区国安法实施后，香港的新闻自由指数逐年下降，其中2022年从80名下降至148名，跌68名，成为跌幅最大的地区。